# Sylvain Distin
Sylvain Distin (født 16. december 1977 i Paris, Frankrig) er en fransk tidligere fodboldspiller, der spillede som midterforsvarer eller venstre back. Han havde en lang karriere i engelsk fodbold bag sig, med ophold i både Newcastle United, Manchester City, Everton og Portsmouth. Han har desuden spillet i hjemlandet for Tours FC, FC Gueugnon og Paris Saint-Germain.
Med Portsmouth var Distin i 2008 med til at vinde FA Cuppen.

## Titler
Fransk Liga Cup
- 2000 med FC Gueugnon

FA Cup
- 2008 med Portsmouth F.C.